# Thuidium subbifarium
Thuidium subbifarium är en bladmossart som beskrevs av Brotherus 1893. Thuidium subbifarium ingår i släktet tujamossor, och familjen Thuidiaceae. Inga underarter finns listade i Catalogue of Life.